# Ried (Gestratz)
Ried (westallgäuerisch: Undər Riəd, Obər Riəd) ist ein Gemeindeteil der Gemeinde Gestratz im bayerisch-schwäbischen Landkreis Lindau (Bodensee).

## Geographie
Der Weiler liegt circa ein Kilometer nordöstlich des Hauptorts Gestratz und zählt zur Region Westallgäu. Es wird manchmal zwischen Ober- und Unterried unterschieden.

## Ortsname
Der Ortsname stammt vom mittelhochdeutschen Wort riet für ausgereuteter Grund (Rodung) ab und deutet somit auf eine Rodesiedlung hin.

## Geschichte
Ried wurde erstmals im Jahr 1290 als de Riet urkundlich erwähnt. Im 15. Jahrhundert zinsten zwei Güter im Ort an das Kloster Mehrerau. 1744 fand die Vereinödung Rieds statt. Der Ort gehörte einst dem Gericht Grünenbach in der Herrschaft Bregenz an. 1988 wurde die Rosenkranz-Fatima-Kapelle in Ried erbaut.